# Xavier Koller
Xavier Koller (ur. 17 czerwca 1944 w Schwyz) – szwajcarski reżyser i scenarzysta filmowy i teatralny.

## Życiorys
Studiował aktorstwo i reżyserię na Akademii Teatralnej w Zurychu. Prawdziwy sukces odniósł jako reżyser, początkowo w teatrze, a następnie na dużym ekranie. Jego najsłynniejszy film, Podróż nadziei (1990), opowiadał o tureckiej rodzinie próbującej nielegalnie przedostać się do Szwajcarii. Obraz zdobył m.in. Brązowego Lamparta na MFF w Locarno i Oscara dla najlepszego filmu nieanglojęzycznego.
Inne filmy reżysera to m.in. Hannibal (1972), Zamrożone serce (1980), Squanto: Ostatni wielki wojownik (1994), Zamek Gripsholm (2000), Ogniste rodeo (2001), Katastrofa (2006), Ktoś taki, jak ja (2012), Czarni bracia (2013) czy Alpejska przygoda (2015).